# Mainzelmännchen
De Mainzelmännchen zijn zes tekenfilmfiguurtjes die de Duitse omroep ZDF uitzendt tussen de televisiereclames door. De Mainzelmännchen dragen een Frygische muts en zijn bedacht door Wolf Gerlach (1928-2012). Hun naam is samengesteld uit Duitslands omroepstad Mainz en de Heinzelmännchen, een soort huisgeesten uit Keulse sagen.
Op 1 april 1963 waren de Mainzelmännchen voor het eerst te zien (in zwart-wit). Vanaf 1967 werden ze in kleur uitgezonden en in 1980 en 1990 zijn er kleine veranderingen doorgevoerd.
Inmiddels zijn er al zo'n 40.000 filmpjes gemaakt en elk jaar komen er zo'n 500 bij. Elk filmpje duurt ongeveer 3 seconden. De zes figuurtjes heten Anton, Berti, Conni, Det, Edi en Fritzchen. Niet geheel toevallig zijn de beginletters van hun namen ook de eerste zes letters van het alfabet. 
Eind 2003 zijn de Mainzelmännchen geheel vernieuwd en volgens velen worden ze nu in een Manga-achtige stijl getekend. In feite zijn het nu moderne cell-shaded animaties. Dit heeft geleid tot  protesten en handtekeningenacties op internet om de oude Mainzelmännchen weer terug op de buis te krijgen.

Mainzelmännchen van de vierde generatie (sinds 2003).